# Les Fleur de Lys
Les Fleur de Lys (später The Fleur de Lys) waren eine britische Musikgruppe aus Southampton, Hampshire.

## Werdegang
1964 wird allgemeinhin als Gründungsjahr angegeben, aber erst 1965 fanden erste berufliche Tätigkeiten statt, mit ihren ersten Veröffentlichungen. Sie waren an der Speerspitze neuer Bands zu einer Zeit, die eine Wende in der Breitenmusik darstellte, weg von der Beatmusik, hin zu schrankendurchbrechenden, neuen Klängen des psychedelischen Rocks, im Besonderen des später Freakbeat genannten englischen Ablegers. Wie üblich für die Zeit, machte die Gruppe viele Besetzungswechsel mit, wobei lediglich Schlagzeuger Keith Guster bestehen blieb.
Im Jahr 1969 lösten sie sich schließlich auf. E-Pianist Pete Sears wurde Teil von Sam Gopal Dream und nahm bei vier frühen Rod-Stewart-Alben auf, inbegriffen Every Picture Tells a Story, außerdem war er Gründungsmitglied von der Wiederbelebung Jefferson Airplanes, nun genannt Jefferson Starship. Später spielte er zehn Jahre lang bei Hot Tuna, bevor er mit verschiedenen Unternehmungen mit Künstlern wie John Lee Hooker, Dr. John, und Harvey Mandel zusammenarbeite. Bassist Gordon Haskell ersetzte erst Greg Lake bei King Crimson, bevor er einen Einzelwerdegang begann. Gitarrist Bryn Haworth zog in die Vereinigten Staaten, nahm dort mit dem Bassisten Leland Sklar unter dem Namen Wolfgang With a Band, ein später nicht herausgebrachtes Album auf. Außerdem Eigenwerke in den 1970er Jahren bei Island Records and A&M Records, bevor er sich dem Christlichen Rock bei Contemporary Christian Music zuwandte.
Les Fleur de Lys wurden von Atlantic Records Frank Fenter vertrieben, welcher auch Sharon Tandy entdeckte, der erste weiße Künstler, der bei Stax Records anheuerte. Als sie die Auskopplung Reflections of Charles Brown aufnahmen, nannten sie sich kurzzeitig „Rupert’s People“. Dieses Lied erinnert stark an Procol Harums A Whiter Shade of Pale, konnte sich in den Charts allerdings nicht durchsetzen, außer in Australien, wo man August 1967 Platz 13 erreichte.
Jimmy Page ließ ihre erste Auskopplung herstellen, verfasste die B-Seite davon und war auch an der Produktion des zweiten Werkes beteiligt. Im Jahre 1966 ließ Chas Chandler einen noch unbekannten Jimi Hendrix das Lied Amen von ihnen aufnehmen. Sie sind Bestandteil von Hip Young Guitar Slinger und anderen Sammlungen, die sich um britische Rockmusik der 1960er Jahre drehen. Mehrere Sammlungen, beginnend mit Reflections aus dem Jahre 1996, wurden seither von verschiedenen Plattenunternehmen herausgebracht.
Sie unterstützten John Bromley bei seinem einzigen Album.

## Diskografie

### Auskopplungen
- 1965 – Moondreams (Norman Petty) / Wait For Me (Jimmy Page) – (Immediate)
- 1966 – Circles (The Who Lied)(Townshend) / So Come On
- 1966 – Mud in Your Eye / I’ve Been Trying (Curtis Mayfield) – (Polydor Records)
- 1967 – I Can See a Light / Prodigal Son
- 1968 – Gong With the Luminous Nose (Haskell) / Hammer Head (Haskell)
- 1968 – "! Stop Crossing That Bridge (Graham Dee, Potter) / Brick by Brick (Stone by Stone) (Dee, Potter) – (Atlantic Records)
- 1969 – (You’re Just A) Liar (Haworth, Potter) / One Girl City

### Sammlungen
- 1991 – Les Fleurs de Lys
- 1996 – Reflections (Blueprint/Voiceprint Records)
- 2013 – You’ve Got To Earn It (Acid Jazz Records)

### Langspielplatten
- 2009 – The Two Sides of the Fleur De Lys EP (Acid Jazz Records)